# Megasoma occidentalis
Megasoma occidentalis (лат.) — вид жесткокрылых насекомых из подсемейства дупляков внутри семейства пластинчатоусых. Является эндемиком Мексики и известен из штатов Оахака и Синалоа. Взрослых привлекает свет. Личинки были собраны в гнилых стеблях кокосовых пальм. Длина имаго 53,34-81,28 миллиметра.